# Étienne Marcel (stanice metra v Paříži)

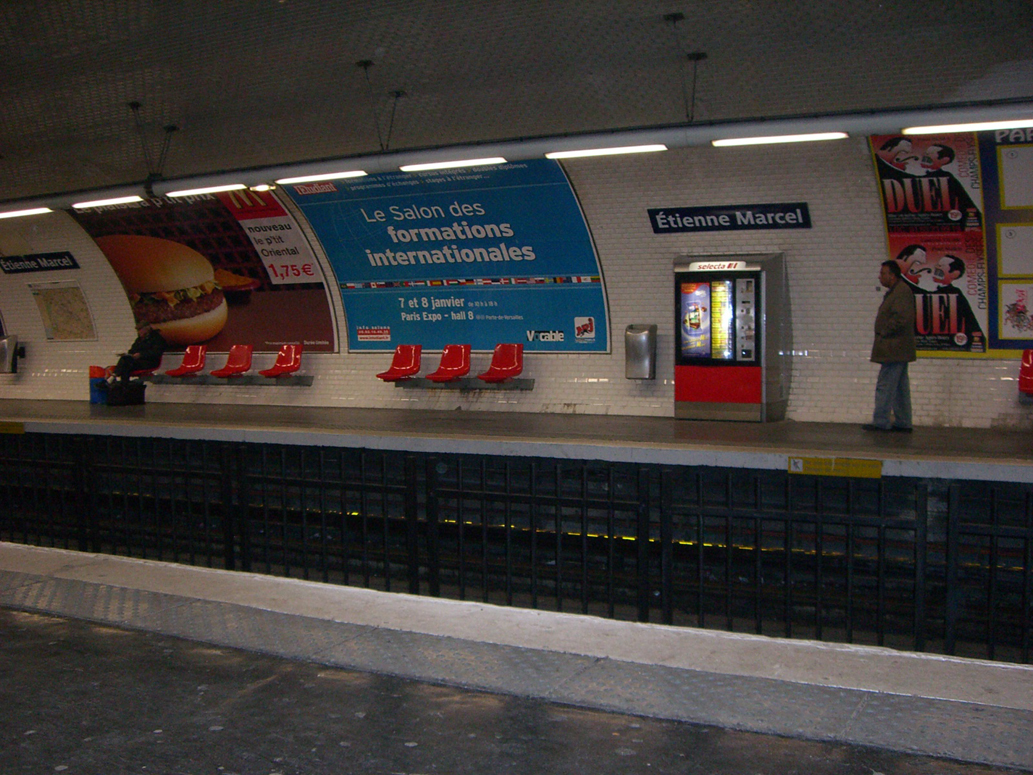
Nástupiště na stanici

Étienne Marcel je nepřestupní stanice pařížského metra na lince 4 na hranicích 1. a 2. obvodu v Paříži. Nachází se na křižovatce ulic Rue de Turbigo a Rue Étienne Marcel.

## Historie
Stanice byla otevřena 21. dubna 1908 jako součást prvního úseku linky mezi stanicemi Porte de Clignancourt a Châtelet.

## Název
Jméno stanice je odvozeno od názvu ulice Rue Étienne Marcel. Étienne Marcel (asi 1315–1358) byl představený pařížského cechu obchodníků, který vedl v Paříži povstání proti zástupcům vězněného krále Jana II.

## Vstupy
Stanice má jen jeden vchod do ulice Rue de Turbigo u domu č. 14.

## Zajímavosti v okolí
- kostel Saint-Eustache – kostel sv. Eustacha